# Russell Tovey
Russell George Tovey (Billericay, Essex, 1981. november 14. –) angol színész.

## Élete és pályafutása
Gyermekkorában még történelem tanárnak készült, de később színjátszásra adta a fejét. Első szerepét 1994-ben kapta a Mud című sorozatban. Innentől kezdve sok kisebb szerepet osztottak rá, majd a rádiónál is dolgozott egy ideig. 18 éves volt, mikor szülei előtt felvállalta másságát.
2007 tavaszán szerepelt a Rob Brydon rendezte Annually Retentive című sorozatban, egy Ben nevű meleg producert alakított. Szerepelt a 2009-es Ki vagy, Doki? karácsonyi különkiadásban, ahol felfigyeltek rá, és végül megkapta Georgoe szerepét A vámpír, a vérfarkas és a szellem című sorozatban, amiben vérfarkast kellett eljátszania. A sorozatnak köszönhetően sok felkérés közül válogathatott. 
2012-ben Sir Arthur Conan Doyle legismertebb műve nyomán készült Sherlock című krimisorozat, A sátán kutyái című epizódjában Lord Henryt alakította.

## Filmográfia

### Film
| Év   | Magyar cím                     | Eredeti cím                                  | Szerep                  | Magyar hang    |
| ---- | ------------------------------ | -------------------------------------------- | ----------------------- | -------------- |
| 2001 | A király új ruhája             | The Emperor’s New Clothes                    | újonc                   |                |
| 2005 | Családom és egyéb állatfajták  | My Family and Other Animals                  | Leslie Durrell          | Crespo Rodrigo |
| 2006 | Osztályon felül                | The History Boys                             | Rudge                   | Szabó Máté     |
| 2009 |                                | In Passing (rövidfilm)                       | Henry Travers           |                |
| 2009 |                                | Drop (rövidfilm)                             | Ben                     |                |
| 2009 |                                | Roar (rövidfilm)                             | Tom                     |                |
| 2010 |                                | Huge                                         | Carl                    |                |
| 2011 |                                | Lady Grey London (rövidfilm)                 | Rod                     |                |
| 2012 | Csáposok                       | Grabbers                                     | Dr. Adam Smith          |                |
| 2012 | Kalózok! – A kétballábas banda | The Pirates! In an Adventure with Scientists | albínó kalóz (hangja)   | Elek Ferenc    |
| 2012 |                                | Tower Block                                  | Paul                    |                |
| 2014 |                                | Effie Gray                                   | George                  |                |
| 2014 | Muppet-krimi: Körözés alatt    | Muppets Most Wanted                          | kézbesítő               |                |
| 2014 |                                | Blackwood                                    | Jack                    |                |
| 2014 | Büszkeség és bányászélet       | Pride                                        | Tim                     |                |
| 2014 |                                | Moomins on the Riviera                       | Moomintroll (hangja)    |                |
| 2015 | A kertbérlő                    | The Lady in the Van                          | fülbevalós fiatal férfi |                |
| 2016 |                                | The Pass                                     | Jason                   |                |
| 2016 |                                | Mindhorn                                     | Paul Melly              |                |
| 2017 | A víziló                       | The Hippopotamus                             | Rupert Keynes           |                |
| 2018 |                                | Hymn of Hate (rövidfilm)                     | George May őrmester     |                |
| 2019 | A hazugság művészete           | The Good Liar                                | Steven                  | Ágoston Péter  |
| 2022 | Halleluja                      | Allelujah                                    | Colin Colman            |                |
| 2023 | Ráadásszerelem                 | Love Again                                   | Billy Brooks            |                |

### Televízió
| Év        | Magyar cím                          | Eredeti cím                                      | Szerep                         | Megjegyzések                                                                                     |
| --------- | ----------------------------------- | ------------------------------------------------ | ------------------------------ | ------------------------------------------------------------------------------------------------ |
| 1994–1995 |                                     | Mud                                              | Bill                           | 7 epizód                                                                                         |
| 1996      |                                     | Look and Read                                    | Dennis Sealey                  | 10 epizód                                                                                        |
| 1998      | Mrs. Bradley titokzatos esetei      | The Mrs. Bradley Mysteries                       | istállófiú                     | 1 epizód (Halál az operában)                                                                     |
| 2000      |                                     | Anchor Me                                        | fiatal Nathan                  | tévéfilm                                                                                         |
| 2000      |                                     | Hope & Glory                                     | Gary Bailey                    | 1 epizód                                                                                         |
| 2001      | Agatha Christie: Poirot             | Agatha Christie's Poirot                         | Lionel Marshall                | - 1 epizód - (Nyaraló gyilkosok) - magyar hangja: - Előd Botond                                  |
| 2001–2002 |                                     | The Bill                                         | Tyro Shaw / Kieran Elcott      | 3 epizód                                                                                         |
| 2001–2005 | Holby Városi Kórház                 | Holby City                                       | Jerome Hibbert / Adam Spengler | 2 epizód                                                                                         |
| 2002      | Terrorkommandó                      | Ultimate Force                                   | Weasel                         | 1 epizód                                                                                         |
| 2002      | A néma szemtanú                     | Silent Witness                                   | Josh Palmer                    | 2 epizód                                                                                         |
| 2003      |                                     | William and Mary                                 | Aaron Patterson                | 1 epizód                                                                                         |
| 2003      | Szolgálók                           | Servants                                         | John Walters                   | minisorozat (1 epizód)                                                                           |
| 2005      | Gyilkos megváltó: A szívszaggató    | Messiah: The Harrowing                           | Robbie McManus                 | minisorozat (3 epizód)                                                                           |
| 2007      |                                     | Annually Retentive                               | Ben                            | 5 epizód                                                                                         |
| 2007–2009 |                                     | Gavin és Stacey                                  | Budgie                         | 4 epizód                                                                                         |
| 2008      | Agatha Christie: Marple             | Agatha Christie's Marple                         | PC Terence Reed                | 1 epizód                                                                                         |
| 2007–2010 | Ki vagy, doki?                      | Doctor Who                                       | Frame tengerészkadét           | - 2 epizód - (Az elkárhozottak utazása) - (Az idő végzete 2.) - magyar hangja: - Markovics Tamás |
| 2008      | Porrá leszünk                       | Ashes to Ashes                                   | Marcus Johnstone               | 1 epizód                                                                                         |
| 2008      |                                     | Mutual Friends                                   | Estate ügynök                  | 1 epizód                                                                                         |
| 2008      | Kis Dorrit                          | Little Dorrit                                    | John Chivery                   | minisorozat (10 epizód)                                                                          |
| 2008–2012 | A vámpír, a vérfarkas és a szellem  | Being Human                                      | George Sands                   | főszereplő (24 epizód)                                                                           |
| 2009      |                                     | The Increasingly Poor Decisions of Todd Margaret | Dave                           | 1 epizód                                                                                         |
| 2010–2011 | Ki vagy, doki? – A kulisszák mögött | Doctor Who Confidential                          | narrátor                       | 14 epizód                                                                                        |
| 2010–2013 |                                     | Him & Her                                        | Steve                          | 25 epizód                                                                                        |
| 2012      | Sherlock                            | Sherlock                                         | Henry Knight                   | 1 epizód (A sátán kutyái)                                                                        |
| 2014–2015 | Keresem…                            | Looking                                          | Kevin Matheson                 | 15 epizód                                                                                        |
| 2015      | Tömény történelem                   | Drunk History                                    | II. Károly                     | 1 epizód                                                                                         |
| 2015      |                                     | Banished                                         | James Freeman                  | minisorozat (7 epizód)                                                                           |
| 2016      | Keresem… – A film                   | Looking: The Movie                               | Kevin Matheson                 | - tévéfilm - magyar hangja: - Szűcs Péter Pál                                                    |
| 2016      |                                     | The Comic Strip                                  | Andy Coulson                   | tévéfilm                                                                                         |
| 2016      | Éjszakai szolgálat                  | The Night Manager                                | Simon Ogilvey                  | 1 epizód                                                                                         |
| 2016–2018 | Quantico                            | Quantico                                         | Harry Doyle                    | 31 epizód                                                                                        |
| 2018      |                                     | Shane the Chef                                   | Shane                          | 28 epizód                                                                                        |
| 2017      | Flash – A Villám                    | The Flash                                        | Ray Terrill / The Ray          | 1 epizód                                                                                         |
| 2017      | A holnap legendái                   | Legends of Tomorrow                              | Ray Terrill / The Ray          | 1 epizód                                                                                         |
| 2019      | Supergirl                           | Supergirl                                        | Ray Terrill / The Ray          | 1 epizód (stáblistán nem szerepel)                                                               |
| 2019      | Évek alatt                          | Years and Years                                  | Daniel Lyons                   | főszereplő minisorozat (4 epizód)                                                                |
| 2020      |                                     | Flesh and Blood                                  | Jake                           | minisorozat (4 epizód)                                                                           |
| 2020      | Kísért az éjszaka                   | The Sister                                       | Nathan                         | minisorozat (4 epizód)                                                                           |
| 2021      |                                     | RuPaul's Drag Race UK                            | önmaga                         | vendég zsűritag                                                                                  |
| 2022      |                                     | American Horror Story: NYC                       | Patrick Read                   | főszereplő (10 epizód)                                                                           |
| 2023      |                                     | Juice                                            | Guy                            | 6 epizód                                                                                         |
| 2024      | Viszály: Capote és a hattyúk        | Feud: Capote Vs. The Swans                       | John O'Shea                    | 8 epizód                                                                                         |